# 里斯市 (阿拉巴马州)
里斯市（英語：Reece City），是美国阿拉巴马州下属的一座城市。面积约为3.56平方英里（约合9.21平方公里）。根据2010年美国人口普查，该市有人口653人，人口密度为183.68/平方英里（约合70.9/平方公里）。